# AusCERT
AusCERT (pour Australian Computer Emergency Response Team) est le CERT national pour l'Australie et un CERT leader dans la région Asie/Pacifique.
Les conférences AusCERT, initiées en 2002, sont devenues un évènement important sur la scène de la sécurité des systèmes d'information australienne. Les thèmes abordées à ces conférences abordent à la fois la technique et la gestion de la sécurité. Les conférenciers sont généralement des experts internationaux dans leur domaine.